# وائل الدجوي
الدكتور وائل محمد خليل الدجوي، خريج كلية هندسة جامعة القاهرة قسم مدني عام 1975، ، وحصل على الماجسيتر من جامعة كالجارى الكندية عام 1981، وحصل على درجة الدكتوراة عام 1987 من نفس الجامعة، وعمل كأستاذ بقسم الإنشاءات الخراسانية بكلية الهندسة عام 2000، وشغل العديد من المناصب داخل الكلية الهندسة وخارجها، عمل كوكيل لكلية الهندسة، ثم انتخابه عميدا للكلية مرتين عامي 2008 و2011.
فاز بعضوية المجمع الانتخابي لانتخاب رئيس جامعة القاهرة إلى جانب توليه رئاسة اللجنة المشرفة على الجمعية العمومية غير العادية الأخيرة لنقابة المهندسين لسحب الثقة من النقيب.
ورشح الدجوى من قبل لعدة مناصب وزارية أبرزها الاتصالات والإسكان، وهو زميل المهندس إبراهيم محلب الذي سبقه بالتخرج من هندسة القاهرة .
عينه الدكتور جابر نصار، رئيس جامعة القاهرة، مساعدا له للشئون الهندسية ومشروعات الجامعة الجديدة، واخيراً تم اختياره كوزير للتعليم العالى والبحث العلمي.